# Dominicas de Betania (Bogotá)
La Congregación de Hermanas Dominicas de Betania (oficialmente en latín: Congregationis Sororum Dominicarum a Bethania) es una congregación religiosa católica femenina, de vida apostólica y de derecho pontificio, fundada por el obispo colombiano Jesús Antonio Castro Becerra y los religiosos María Teresa Benavídez Díaz y Alberto Ariza Sánchez, en 1957, en Palmira (Valle del Cauca). A las religiosas de este instituto se les conoce como dominicas de Betania y posponen a sus nombres las siglas O.P..

## Historia
La congregación fue fundada en Palmira, en el departamento del Valle del Cauca (Colombia), en 1953, por el obispo Jesús Antonio Castro Becerra y por la religiosa María Teresa Benavídez Díaz, con la colaboración del fraile dominico Alberto Ariza Sánchez.
El instituto aprobado como pía unión de derecho diocesano el 7 de octubre de 1957, por el mismo fundador, siendo obispo de Palmira, elevado a congregación religiosa por el mismo obispo, agregado a la Orden de Predicadores el 2 de mayo de 1974 y elevada a congregación de derecho pontificio, el 15 de agosto de 1983, mediante decretum laudis del papa Juan Pablo II.

## Organización
La Congregación de Hermanas Dominicas de Betania es una congregación religiosa de derecho pontificio, internacional y centralizada, cuyo gobierno es ejercido por una superiora general, hace parte de la Familia dominica y su sede central se encuentra en Bogotá (Colombia).
Las dominicas de Betania se dedican a la educación y al servicio de economato en los seminarios, curias o nunciaturas y visten el hábito tradicional dominico: túnica, escapulario y esclavina blancos y velo negro. En 2017, el instituto contaba con 61 religiosas y 15 comunidades, presentes en Colombia, Ecuador e Italia.